# Cambodjas flag
Cambodjas flag blev genoptaget i 1993, efter valget returnerede monarkiet til magten. 
Siden omkring 1850, har det cambodjanske flag vist et billede af Angkor Wat i midten. Det nuværende flag, med en rød vandret central stribe omgivet af to blå striber (striberne er i forholdet 1:2:1) blev vedtaget efter Cambodjas uafhængighed i 1948. Det blev brugt indtil 9. oktober 1970, hvor et nyt flag blev indført for Lon Nols Khmer Republik. I den efterfølgende stat, Demokratisk Kampuchea, som eksisterede fra 1975 til 1979, anvendtes et rødt flag med Angkor Wat billedet i gul. Da Folkerepublikken Kampuchea blev etableret i 1979 blev flaget ændret en smule. Andre flag blev anvendt fra 1989-1991 og 1992-1993, i sidstnævnte tilfælde et UNTAC flag. I 1993 blev det oprindelige flag genoptaget. Det nuværende cambodjanske flag er det eneste fungerende nationalflag, der har en bygning i sit design. Rød og blå er de traditionelle farver i Cambodja. 
| Flag     | Varighed                  | Brug                                                                              |
| -------- | ------------------------- | --------------------------------------------------------------------------------- |
| Cambodja | 1863-1948                 | Flag for Cambodja som fransk protektorat                                          |
| Cambodja | 1942-1945                 | Flag for Cambodja under japansk besættelse                                        |
| Cambodja | 1948-1970 (og 1993-i dag) | Flag for Kongeriget Cambodja                                                      |
| Cambodja | 1970-1975                 | Flag for Khmerrepublikken                                                         |
|          | 1975-1979                 | Flag for Demokratisk Kampuchea                                                    |
| Cambodja | 1979-1989                 | Flag for Folkerepublikken Kampuchea                                               |
| Cambodja | 1989-1991                 | Flag for Staten Cambodja                                                          |
| Cambodja | 1992-1993                 | Flag for Cambodja under United Nations Transitional Authority in Cambodia (UNTAC) |
| Cambodja | 1993-i dag (og 1948-1970) | Flag for Kongeriget Cambodja                                                      |